# Сэкидзука, Такаси
Такаси Сэкидзука (яп. 関塚 隆; 26 октября 1960, Фунабаси) — японский футболист, выступавший на позиции нападающего. Ныне футбольный тренер.

## Карьера футболиста
Такаси Сэкидзу выступал за команду Японской футбольной лиги «Хонда» с 1984 по 1991 год. В первом же своём сезоне он стал новичком года и вошёл список 11 лучших игроков лиги 1984 года.

## Тренерская карьера
Свою тренерскую карьеру Такаси Сэкидзу начинал, работая с футбольной командой Университета Васэда. С 1993 по 1994 год он был помощником главного тренера клуба «Касима Антлерс», в 1995 году Сэкидзу занимал аналогичную должность в команде «Симидзу С-Палс». В 1996 году он вернулся в «Касиму Антлерс» на прежнюю работал, где оставался до 2003 года. В июле 1998 и в августе 1999 года он временно исполнял обязанности главного тренера.
В 2004 году Такаси Сэкидзука возглавил «Кавасаки Фронтале», в первом же сезоне приведя эту команду к уверенной победе во Втором дивизионе Джей-лиги и возвращению в Первый дивизион. В чемпионате 2006 года «Кавасаки Фронтале» стал вторым. В апреле 2008 года Сэкидзука покинул свой пост, но в сезоне 2009 вновь его занял и также привёл команду ко второму месту по итогам чемпионата. С 2010 по 2012 год он возглавлял молодёжную сборную Японии, которая в качестве олимпийской выступала на футбольном турнире Олимпийских игр 2012 года в Лондоне, где стала четвёртой, уступив в полуфинале мексиканцам, а в матче за третье место корейцам.